# Relações entre Egito e Rússia
As relações entre Egito e Rússia são as relações diplomáticas estabelecidas entre a República Árabe do Egito e a Federação Russa. As relações diplomáticas entre a União Soviética e o Egito foram estabelecidas em 26 de agosto de 1943. O Egito possui uma embaixada em Moscou. A Rússia possui uma embaixada no Cairo e um consulado-geral em Alexandria.

## História

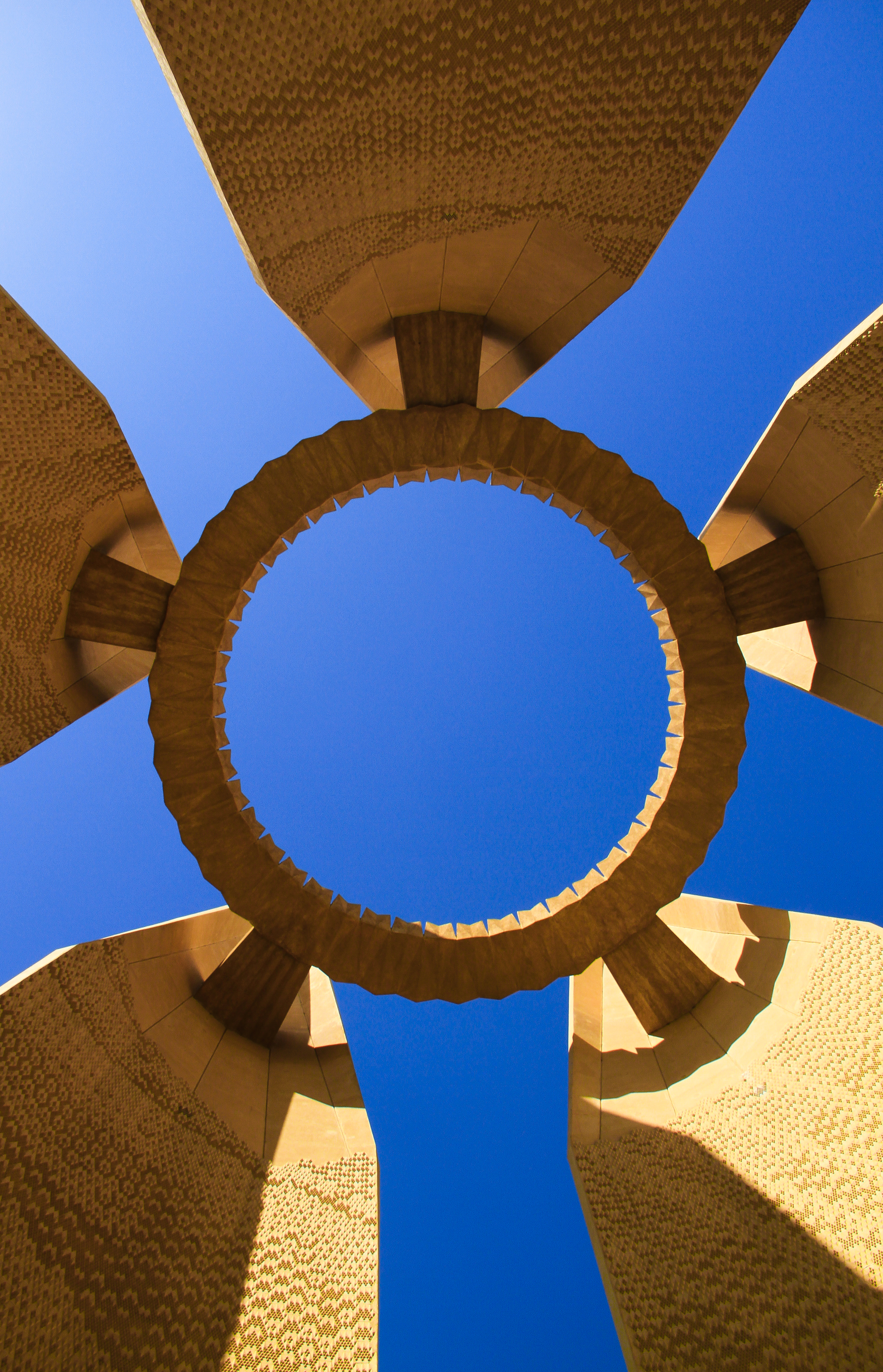
Monumento Russo-Egípcio à Amizade fica perto de Aswan High Dam no Egito.

As relações entre os dois países têm uma longa história. Logo no início, eles foram centradas sobre o governo russo e do apoio da Igreja Russa para a Igreja Ortodoxa grega de Alexandria. Já em 1556, o Patriarca de Alexandria Joachim enviou uma carta ao czar russo Ivan IV, pedindo ao monarca ortodoxos para fornecer alguma ajuda material para o Mosteiro de Santa Catarina na Península do Sinai, que havia sofrido com os turcos. Em 1558 o Czar enviou ao Egito uma delegação chefiada pelo arquidiácono Gennady, que, no entanto, morreu em Constantinopla antes que ele pudesse chegar Egito. A partir de então, a embaixada foi chefiada por um comerciante de Smolensk Vasily Poznyakov. Poznyakov delegação visitou Alexandria, Cairo, e Sinai, trouxe o patriarca um casaco de pele e um ícone enviado pelo Czar. Poznyakov conta de viagens seus dois anos e meio ", que pode ter sido o primeiro russo relatório em primeira mão viagem Africano, tornou-se popular entre os leitores russos durante séculos a seguir. 

Rússia continuou a prestar apoio aos cristãos egípcios durante os séculos vindouros.
Na década de 1950, Gamal Abdel Nasser lançou uma política independente e anti-imperialista e ganhou o apoio entusiástico do governo comunista da URSS. O grau de aprovação soviética de políticas do líder egípcio culminou, em vez de forma controversa, na adjudicação de a mais alta condecoração soviética, a estrela do Herói da União Soviética com a Ordem de Lenin para Nasser durante a visita de Nikita Khrushchev para o país Africano em 1964. 
Durante os anos Nasser, muitos jovens egípcios estudaram nas universidades soviéticas e escolas militares. Entre eles estava o futuro presidente, Hosni Mubarak, que foi para o treinamento em uma escola piloto militar no Quirguistão.

A relação azedou dentro de anos após a morte de Nasser, quando o novo presidente Anwar Sadat começou a re-orientar o país para o Ocidente. Em 27 de maio de 1971 foi assinado um tratado de amizade entre os dois países, mas as relações foram, no entanto, em declínio. Em julho de 1972 o governo egípcio expulso conselheiros militares soviéticos do Egito e em março de 1976 revogou o tratado de amizade. Em 1981, essas relações foram cortadas como resultado da oposição soviética ao tratado de paz egípcio-israelense. As relações foram estabelecidas sob o presidente Hosni Mubarak em 1984, e Alexander Belonogov tornou-se o embaixador. Em fevereiro de 1989, o ministro das Relações Exteriores soviético Eduard Shevardnadze visitou o Egito.
As relações intergovernamentais melhorou após a queda do comunismo na URSS, e aparência da Rússia como um ator político independente. Em abril de 2005, o presidente russo Vladimir Putin visitou o Egito, e o presidente egípcio Hosni Mubarak visitou a Rússia em abril de 2008. Ambos os países concordaram em trabalhar juntos para ajudar o Egipto a criar um programa nuclear que é principalmente para fins civis. Em maio de 2013, o presidente egípcio Mohammad Morsi visitou a Rússia. 

### Novo presidente egípcio
As relações entre os dois países melhoraram significativamente após o golpe militar que depôs o presidente do Egito, Mohamed Morsi. Ambos os países têm trabalhado desde então para fortalecer os laços comerciais e militares, entre outros aspectos da cooperação bilateral. 

Em novembro de 2013, do Egito, então ministro da Defesa, Abdel Fattah al-Sisi e ministro das Relações Exteriores Nabil Fahmy reuniu-se com os seus homólogos russos, o ministro da Defesa, Sergei Shoigu e Ministro dos Negócios Estrangeiros, Sergey Lavrov, que estavam em uma visita ao Cairo. Fahmy afirmou que o Egito desejava voltar às relações de nível com a Rússia Soviética, e Shoigu deu a entender que pode haver cooperação militar entre as marinhas e forças aéreas russas e egípcios. Foi a primeira reunião deste tipo desde a era soviética .
Líderes egípcios e russos trocaram duas rodadas de visitas de quatro vias em ambos Cairo e Moscou após o golpe de Estado. Sisi foi para a Rússia por duas vezes em 2014: em fevereiro, quando ele ainda era ministro da Defesa do Egito, e em agosto, após sua eleição como presidente. A reunião de fevereiro foi a primeira visita de Sissy no exterior após a remoção de Mohamed Morsi, durante a qual o presidente russo Vladimir Putin ofereceu-lhe o apoio da Rússia em sua corrida para a presidência do Egito, antes Sisi chegou a anunciar sua candidatura. 

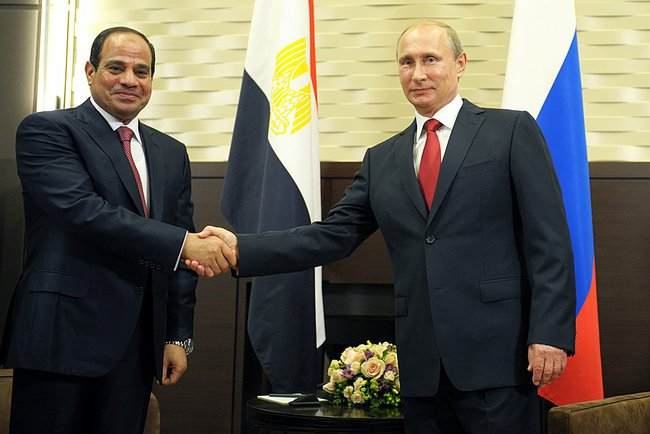
Sisi e Putin reunião de 16 de agosto, 2014

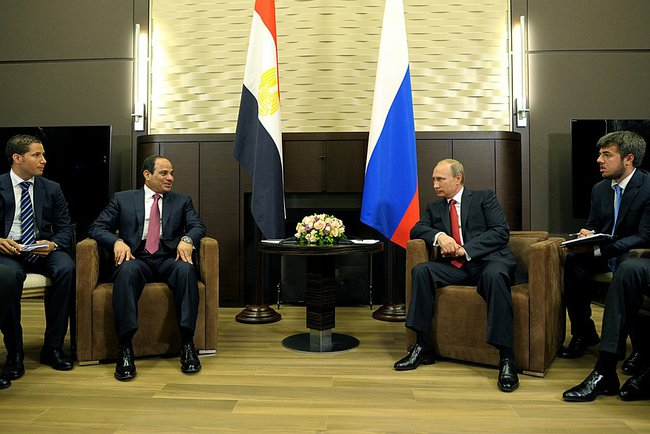
Vladimir Putin manteve conversações em Sochi com o presidente do Egito, Abdel Fattah al-Sisi.

Sisi fez sua segunda visita em 12 de agosto no resort do Mar Negro de Sochi, e foi a primeira a um país não-árabe ou Africano desde a sua tomada de posse dois meses antes. Durante a visita, ele e Putin concordam em reforçar a cooperação bilateral entre os dois países. Putin prometeu acelerar a venda de armas para o Egito. "Estamos desenvolvendo ativamente a nossa cooperação militar e tecnológica", disse Putin a Sisi. Ele acrescentou que um protocolo correspondente foi assinado em março e que as armas estão sendo entregues para o Egito. 

Planos comerciais e de investimento econômico também foram anunciados durante o encontro,  o qual Putin disse que o Egito estava discutindo uma zona de comércio livre com a  União Aduaneira Eurasiática liderada pela Rússia, que também inclui a Bielorrússia e o Cazaquistão. Além disso, ambos os líderes discutiram planos para estabelecer uma zona industrial russa no projeto Novo Canal de Suez, que foi inaugurado recentemente por Sisi, bem como um outro plano para renovar e reconstruir projetos importantes que foram estabelecidas pela antiga União Soviética. 

Em setembro de 2014, um acordo preliminar foi alcançado entre os dois países para comprar armas no valor de $ 3,5 bilhões da Rússia, apesar das sanções ocidentais sobre Moscou, como resultado do seu envolvimento na guerra do Donbass.
Como resultado do abate do voo Metrojet 9268 em 31 de outubro de 2015, que transportava 224 passageiros a bordo em direção à Rússia, os dois países estão investigando o acidente.

## Turismo
Russos constituem o maior grupo de pessoas de fora para visitar o Egito, enquanto a Rússia é popular com turistas egípcios também. A partir de 2015 o Egito é o destino turístico mais popular para os russos viajar para o exterior, um pacote de férias básico incluindo voo, hotel e refeições podem ser comprados por tão pouco quanto US $ 500. 

## Ensino superior

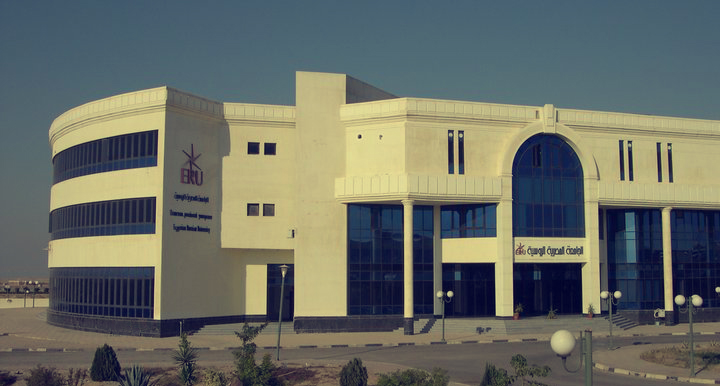
Vista da Universidade Russa egípcia

Em 2006, a Universidade Russa egípcia foi inaugurado em Badr City, Cairo, oferecendo formação em farmácia e engenharia. Muitos de seus alunos visitamIzhevsk, Rússia, para estágios de estudo em sala de aula e de verão adicionais. Estão em curso planos para adicionar um programa em engenharia de energia nuclear também. 